# 17 Eridani
Ne doit pas être confondu avec ν (Nu) Eridani, ni avec V Eridani.
Désignations
17 Eridani (en abrégé 17 Eri) est une étoile de la constellation de l'Éridan. Elle porte également la désignation de Bayer de v Eridani, 17 Eridani étant sa désignation de Flamsteed. Elle est visible à l'œil nu avec une magnitude apparente de 4,73. D'après la mesure de sa parallaxe annuelle par le satellite Hipparcos, l'étoile est distante d'environ ∼ 400 a.l. (∼ 123 pc) de la Terre. Elle s'éloigne du Système solaire à une vitesse radiale héliocentrique d'environ +15 km/s.
Houk et Swift (1999) ont classé 17 Eridani comme une géante bleue de type spectral B9III, tandis que Cowley et al. (1969) l'ont classé comme une étoile bleu-blanc de la séquence principale de type spectral B9Vs. Les modèles d'évolution stellaire suggèrent qu'elle est sur la séquence principale, ce qui indique qu'elle génère son énergie par la fusion de l'hydrogène dans son cœur. L'étoile est âgée autour de 178 millions d'années et elle est 3,55 fois plus massive que le Soleil. Son rayon est 3,2 fois plus grand que le rayon solaire, elle est 268 fois plus lumineuse que le Soleil et sa température de surface est de 11 143 K. Il existe une émission de rayons X située aux mêmes coordonnées que l'étoile, et qui pourraient être émis par un compagnon non résolu.